# هيبوليت فرانسوا جوبيرت
هيبوليت فرانسوا جوبيرت (1798-1874) (بالإنجليزية: Hippolyte François Jaubert)‏ هو عالم نبات فرنسي.